# Verbascum alpigenum
Verbascum alpigenum är en flenörtsväxtart som beskrevs av C. Koch. Verbascum alpigenum ingår i släktet kungsljus, och familjen flenörtsväxter. Inga underarter finns listade i Catalogue of Life.